# Distretto di Ras El Aioun
Il distretto di Ras El Aioun è un distretto della provincia di Batna, in Algeria, con capoluogo Ras El Aioun.

## Comuni
Il distretto comprende i seguenti comuni:
- Ras El Aioun
- Gosbat
- Rahbat
- Talkhamt
- Guigba
- Ouled Sellam